# Bürgerpark (Hoya)

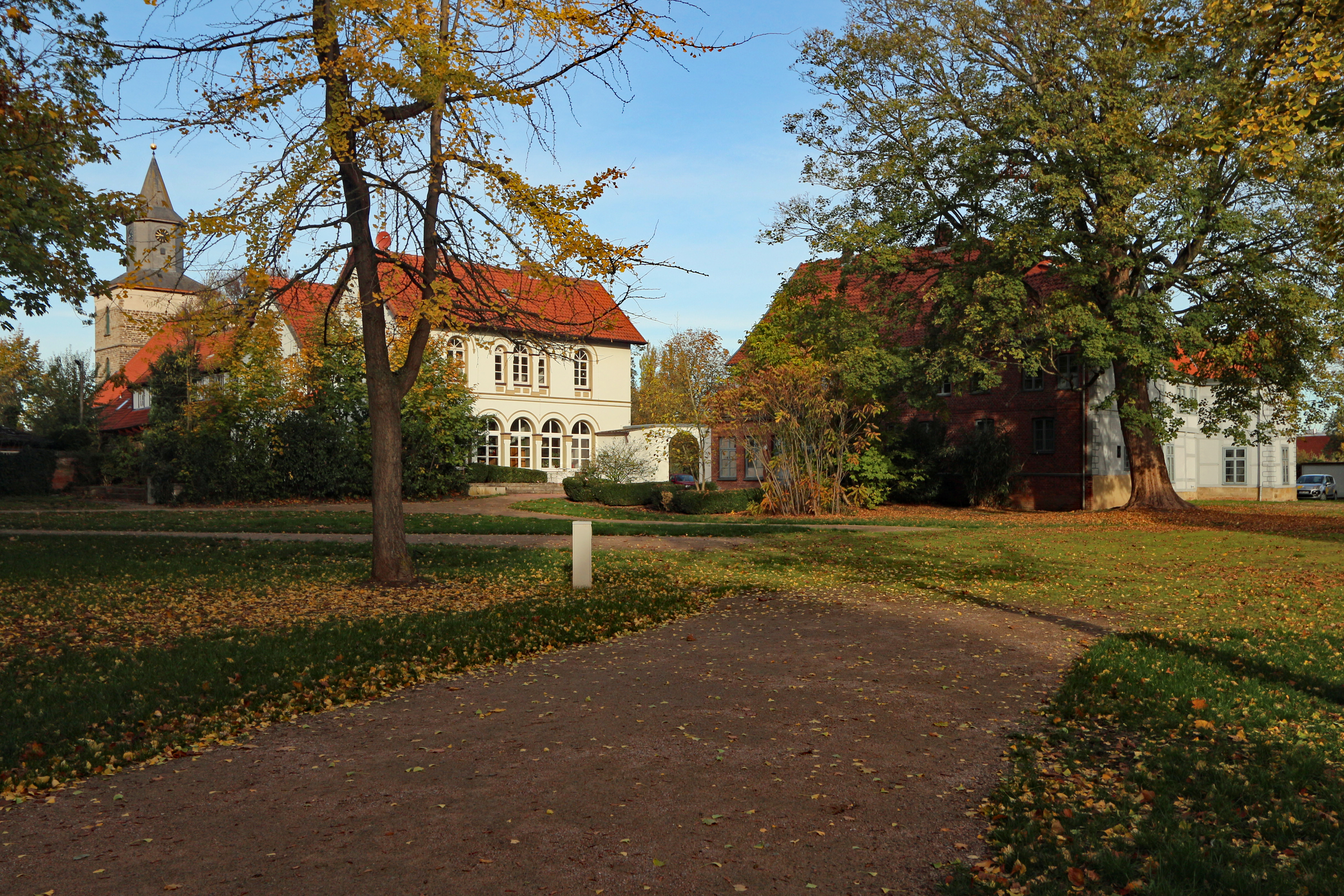
Park mit Heimatmuseum und Kirche

Der historische Bürgerpark in Hoya am östlichen Ortsausgang, zwischen den Straßen Hasseler Steinweg – Kirchstraße – Im Park – Maschsiedlung, besteht hier als Gutspark seit dem 16. Jahrhundert. Der Park wurde ab 1857 ausgebaut.
Die Gebäude am Park, die unter Denkmalschutz stehen (siehe auch Liste der Baudenkmale in Hoya), sind mit D gekennzeichnet.

## Geschichte
Der Bürgerpark war früher der Staffhorstsche Gutspark. Die Adelsfamilie hat hier über 400 Jahre lang in Hoya gelebt. Gräfin Sophie von Bremer geb. von Staffhorst ließ das Areal 1857/58 nach dem Muster des Georgengartens in Hannover und im Stil eines englischen Landschaftsparks ausbauen. Der Park wurde nun mit exotischen Bäumen bepflanzt. 1899 kaufte der Flecken Hoya den nun 33.000 m² umfassenden Park.
Eine Vertiefung in der Mitte des Parks ist als Teil eines Altarms der Weser erkennbar. Der Altarm diente früher dem Schutz für das Schloss Hoya und für den alten Stadtkern. Das Mittelstück des Parks war früher Soldatenfriedhof und von 1800 bis 1837 Friedhof der Hoyaer Kirchengemeinde. Der Grabstein des ehemaligen Oberdeichgrafen Dammert erinnert daran.
Am südlichen Parkeingang stand eine über 400 Jahre alte Silberlinde, die 1582, im Todesjahr des letzten Hoyaer Grafen, gepflanzt worden sein soll. Sie stürzte im November 2024 bei einem Sturm um.
Ein Findling erinnert an die Schlacht bei Langensalza von 1866, als im Deutschen Krieg die Truppen des Königreiches Hannover die Preußen und deren Verbündete vom Herzogtum Sachsen-Coburg und Gotha besiegen konnten, dann aber trotzdem kurz darauf wegen Munitionsknappheit kapitulieren mussten. In dem dann preußischen Niedersachsen sind solche Gedenksteine sehr selten. Der Stein ist auch Kriegerdenkmal für die Opfer des Deutsch-Französischen Krieges (1870/71) und der beiden Weltkriege (1914–1918 und 1939–1945).
Die steinernen Bänke in der Nähe der Silberlinde sind Reste einer 1732 erbauten Brücke, die über den alten Weserarm am Hasseler Steinweg führte.

## Gebäude

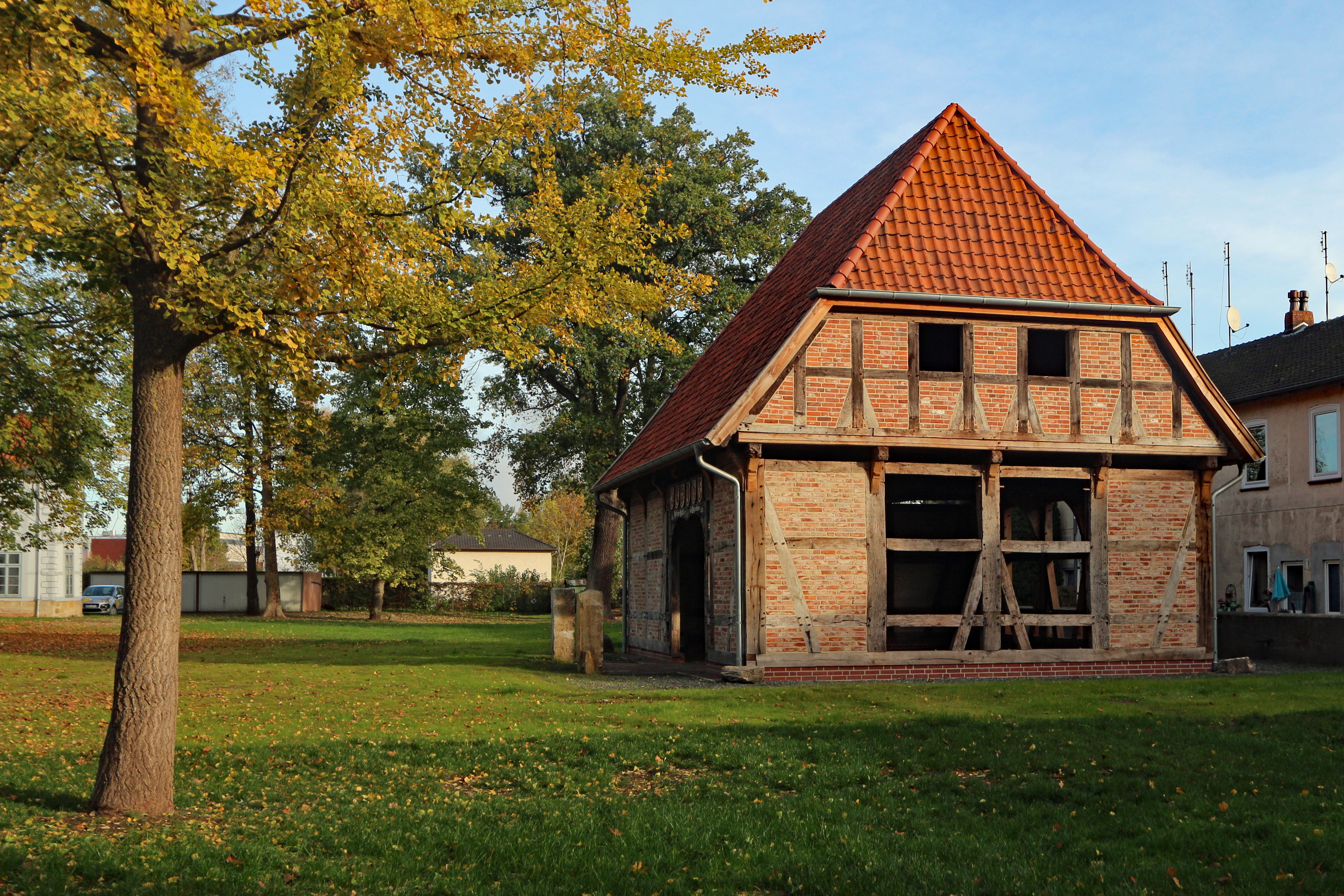
Fachwerkhaus mit alten Bauteilen

Besondere Gebäude im und am Park sind:
- Das klassizistische Staffhorstsche Herrenhaus vom 17. Jahrhundert, seit 1983 das Heimatmuseum Grafschaft Hoya (D) mit
  - den alten Torpfeilern mit dem Kleeblatt-Wappen der Familie Staffhorst (D)
- Das Kulturzentrum Martinskirche (Hoya) war die gotische und barocke evangelische Martinskirche, die seit 1995 als Kulturzentrum dient (D).
- Amtshaus Hasseler Steinweg 1 von 1780 (D)
- Fachwerkhaus mit Krüppelwalmdach, Maschsiedlung 7, mit alten Holzbauteilen mit u. a. Wappen sowie den Balkeninschriften 1604 und 2017
- Kirchstraße 30: Ehemaliges Pfarrhaus; von 1998 bis 2019 Sitz des privaten Druckereimuseums Hoya
- Kirchstraße 30a: Sitz des Musikzugs der Grafenstadt Hoya
- Kirchstraße 31: Mohrhoff-Haus, Geburtshaus von Heinrich Adolf Mohrhoff (1825–1908), Begründer der Concordia-Versicherungsgesellschaft, von 1869 bis 1871 Bürgermeister in Hoya
- Kirchstraße 38: Hofanlage Kirchstraße 38 mit Geschäftshaus und Scheune (D)